# 대석교 전투
대석교 전투(일본어: 大石橋の戦い 타이세키하시 노 타타카이[*] 또는 중국어로 타이시차오 전투)는 1904년 7월 24일부터 이틀동안 러일 전쟁 중에 발발한 전투 중 하나로, 잉커우와 남만주 철도 본선을 연결하는 대석교에 자리를 잡은 러시아 제국 육군의 시베리아 제1군단과 시베리아 제4군단을 일본 제국 육군 제2군이 공격하여 승리했다.

## 개요
텔리수 전투를 마친 제2군은 보급을 위해 공격을 피했지만, 대본영에서 조기 공격 명령을 받아 대석교에 진을 치는 러시아 제국 육군 대한 공격을 준비하기로 했다. 7월 24일 5시 30분에 전투가 시작되었다. 진저우 방면에서 3개 사단으로 진격하는 제2군에 맞서 러시아 군은 대석교 북동쪽 구릉지에 대 포병 진지를 만들고 포격을 시작했다. 맹렬한 포격으로 제2군은 진군을 저지되었지만, 러시아 군은 얼마 버티지 못하고 퇴각했고, 7월 25일에 제2군은 대석교를 점령하는데 성공했다.

## 참고자료
- Connaughton, Richard (2003). "Rising Sun and Tumbling Bear". Cassell. ISBN 0-304-36657-9
- 코우너, 로템 (2006). 《Historical Dictionary of the Russo-Japanese War》. ISBN 0-8108-4927-5: The Scarecrow Press. |location=에 templatestyles stripmarker가 있음(위치 1) (도움말)
- Journal of the United Service Institution of India, Volume 33, von United Service Institution of India